# Hermann Freye
Georg Hermann Freye (* 14. Oktober 1844 in Dresden; † 11. September 1921 in Liegau) war ein deutscher Maler von religiösen und Historienbildern sowie Zeichner.

## Leben
Hermann Freye war ein Vetter von Carl und Gerhart Hauptmann und wurde eine Zeit lang von ihnen gefördert. Carl Hauptmann lieh der Hauptfigur seines 1907 erschienenen Romans Einhart, der Lächler die Züge von Hermann Freye.
Nach dem Studium an der Königlich Sächsischen Kunstakademie Dresden in den Jahren 1859 bis 1864 ging er für einige Zeit nach Antwerpen und Paris, wo er herausragende Beispiele für zeitgenössische Historienmalerei sowie Kunstmaler wie Joseph van Lerius und Léon Bonnat persönlich kennenlernte.
Sein erstes größeres Auftragswerk war die Beteiligung an der Ausmalung des Hoftheaters in Dresden. Ab 1878 beschäftigte er sich ausschließlich mit religiöser Malerei. Zu seinen bekanntesten Gemälden gehören Die Reue des verlassenen Sohnes und Der gekreuzigte Christus, die 1883 bzw. 1889 entstanden und als Kopie mehrfach verbreitet wurden.
Im Jahre 1891 erfolgte seine Berufung als Leiter der Unterklasse an die Kunstakademie Dresden. 1893 wurde er dort zum Professor ernannt. 1904 trat er mit 60 Jahren in den Ruhestand, den er am Stadtrand von Dresden in Klotzsche-Königswald, Goethestraße 14, verbrachte.

## Werke
Ein Teil seiner Werke wird heute im Kupferstichkabinett in Dresden verwahrt.

## Schüler (Auswahl)
- Johann Vincenz Cissarz (1873–1942)
- Friedrich Wilhelm Hörnlein (1873–1945)
- Otto Mueller (1874–1930)
- Max Schaffner (1881–1960)
- August Kaufhold (1884–1955)

## Ehrungen
- 1890 Ehrendiplom der Internationalen Aquarell-Ausstellung in Dresden